# Toghrul II
Toghrul II (1109 circa – ottobre o novembre 1134) fu il sultano Selgiuchide dell'Iraq per un breve periodo nel 1132.
Mantenne il potere grazie al sostegno dello zio, il principale sultano selgiuchide Ahmed Sanjar (1118-1157); quando quest'ultimo partì per la Transoxiana per reprimere una ribellione nel 1132, Tughril II perse l'Iraq a favore del suo rivale e fratello Ghiyath ad-Din Mas'ud. Tughril II si rifugiò brevemente nel dominio dell'ispahbad (sovrano) bavandide Ali I (1118-1142) nel Mazandaran, dove rimase per tutto l'inverno 1132-1133. Successivamente conquistò la capitale Hamadan, ma fu colpito da una malattia e morì al suo arrivo nella capitale, nell'ottobre/novembre 1134. A Tughril II sopravvisse il figlio Arslan, allevato dall'atabeg Eldiguz, che lo insediò sul trono nel 1161.

## Matrimoni e discendenza
Una delle sue mogli era la sorella di Izz al-Din Hasan Qipchaq, uno dei potenti amir dell'epoca. Si sposarono nel 1188-9. Un'altra moglie fu Mumina Khatun, madre di suo figlio Arslan-Shah. Dopo la morte di Tughril, il sultano Ghiyath ad-Din Mas'ud la diede a Sham al-Din Eldiguz. Questi la portò a Barda. Con lui ebbe due figli, l'Atabeg Muhammad Jahan Pahlavan e l'Atabeg Qizil Arslan. La sua unica figlia sposò Jalal al-Din Mangubirni.